# Arena Gripe
La Arena Gripe es un recinto cubierto situado en Split, Croacia. Es parte del Centro Recreativo de deportes. Cuenta con dos salas. La capacidad de la arena menor es de 3500 personas. El aforo de la más grande es apto para recibir a 6000 espectadores. Actualmente es sede del equipo de baloncesto KK Split. Se utiliza para muchos deportes, así como conciertos. Dos clubes nocturnos están integrados en el centro,  así como numerosas tiendas, cafeterías y restaurantes. La Arena fue construida a finales de 1970, para los Juegos del Mediterráneo de 1979. 